# Me, Myself and I (Beyoncé-Lied)
Me, Myself and I ist ein R&B-Song der US-amerikanischen-Sängerin Beyoncé Knowles. Das Stück ist die dritte Single von Knowles’ Solo-Debütalbum Dangerously in Love aus dem Jahre 2003 und handelt von einem Stalker. Die Single erreichte für zwei Wochen Platz vier in den US-amerikanischen Billboard Hot 100 und wurde Knowles vierte Top-vier-Single in den USA.

## Hintergrund und Komposition
In einem Interview mit MTV News sagte Beyoncé über das Stück:

„… es handelt von einem Mädchen, das mit dem falschen Typen zusammen ist, der sie nicht in Ruhe lässt. Frauen fühlen sich in solchen Situationen dumm und albern und schämen sich, weil sie wissen, dass er nicht gut für sie ist, sie ihn aber nicht verlassen wollen. Und in diesem Lied wird das Schlussmachen gefeiert …“

Me, Myself and I ist ein R&B-Song mit wechselndem Tempo. Er steht in der Grundtonart D-Moll; das Tempo ist im Wesentlichen 84 bpm. Der Textaufbau folgt der Strophe-Refrain-Form. Das Lied enthält ein Intro sowie eine Bridge vor dem letzten Refrain.

## Veröffentlichung und Rezeption
Me, Myself and I wurde als dritte Single von Dangerously in Love veröffentlicht (nach der Veröffentlichung von Crazy in Love und Baby Boy). Die Single wurde am 21. Oktober 2003 in den USA als Me, Myself and I/Krazy in Luv veröffentlicht. Am 16. Dezember 2003 wurde sie als CD-Single in den USA veröffentlicht. Im Januar 2004 wurde es im Vereinigten Königreich und dem restlichen Europa mit einer Live-Version von Naughty Girl und Work it Out veröffentlicht.
Die Single wurde wie die vorhergehenden ebenfalls gut von den Kritikern aufgenommen. Ryan Schreiber von Pitchfork Media und andere Kritiker nennen den Gesang von Beyoncé Knowles „genial und perfekt“. 2005 erhielt Beyoncé Knowles den Songwriter-Award für Baby Boy, Me, Myself and I und Naughty Girl. Knowles’ Live-Version von Me, Myself and I von The Beyoncé Experience Live! bekam bei den Grammy Awards 2009 eine Nominierung in der Kategorie Best Female R&B Vocal Performance. Es gibt eine Remix-Version des Liedes von Panjabi MC.

## Musikvideo
Im Musikvideo sucht Beyoncé nach ihrem Freund, der sie ausspioniert und beobachtet. Anschließend wirft sie die Sachen weg, die sie an ihn erinnern.
Das Musikvideo war bei den MTV Video Music Awards 2004 in der Kategorie Best R&B Video nominiert, verlor aber gegen Alicia Keys, die den Award mit dem Video zu If I Ain’t Got You gewann.

## Kommerzieller Erfolg

### Chartplatzierungen
Me, Myself and I konnte nicht an den Erfolg der Vorgänger-Singles und Nummer-eins-Hits Crazy in Love und Baby Boy anknüpfen. Am 16. November 2003 debütierte das Lied in den US-amerikanischen Billboard Hot 100 auf Platz 78, in der gleichen Woche war Baby Boy noch auf Platz 1. Vierzehn Wochen nach ihrem Debüt in den Hot 100 erreichte die Single für zwei Wochen Platz 4 in den Billboard Hot 100. Me, Myself and I blieb insgesamt 24 Wochen in den Hot 100.
Weltweit war die Single nur ein mittelmäßiger Erfolg, gelangte aber in einigen Ländern in die Top 10. Es erreichte Platz elf in Australien und dem Vereinigten Königreich sowie die Top 20 in Neuseeland und den Niederlanden.
| ChartsChartplatzierungen       | Höchstplatzierung | Wochen |
| ------------------------------ | ----------------- | ------ |
| Deutschland (GfK)              | 35 (9 Wo.)        | 9      |
| Österreich (Ö3)                | 51 (6 Wo.)        | 6      |
| Schweiz (IFPI)                 | 41 (8 Wo.)        | 8      |
| Vereinigte Staaten (Billboard) | 4 (24 Wo.)        | 24     |
| Vereinigtes Königreich (OCC)   | 11 (7 Wo.)        | 7      |

| ChartsJahrescharts (2004)      | Platzierung |
| ------------------------------ | ----------- |
| Vereinigte Staaten (Billboard) | 26          |

### Auszeichnungen für Musikverkäufe
Im Jahr 2024 wurde die Single von der Recording Industry Association of America mit Doppelplatin ausgezeichnet.
| Land/Region                  | Auszeichnungen für Musikverkäufe (Land/Region, Auszeichnung, Verkäufe) | Verkäufe  |
| ---------------------------- | ---------------------------------------------------------------------- | --------- |
| Australien (ARIA)            | Platin                                                                 | 70.000    |
| Kanada (MC)                  | Gold                                                                   | 40.000    |
| Neuseeland (RMNZ)            | Platin                                                                 | 30.000    |
| Vereinigte Staaten (RIAA)    | 2× Platin · + Gold (Mastertone)                                        | 1.500.000 |
| Vereinigtes Königreich (BPI) | Silber                                                                 | 200.000   |
| Insgesamt                    | 1× Silber · 2× Gold · 4× Platin ·                                      | 2.840.000 |

Hauptartikel: Beyoncé/Auszeichnungen für Musikverkäufe